# Рајчица
Рајчица (мкд. Рајчица) је насељено место у Северној Македонији, у западном делу државе. Рајчица припада општини Дебар.
У месту се налази манастир Рајчица.

## Географија
Насеље Рајчица је смештено у западном делу Северне Македоније. Од најближег већег града, Дебра, насеље је удаљено 4 km источно.
Рељеф: Рајчица се налази у горњем делу историјске области Дебар. Село је положено на источном ободу плодног Дебарског поља, које прави река Црни Дрим. Близу насеља налази се ушће речице Радике у Црни Дрим. Северно од насеља узди\е се планина Дешат, а јужно Стогово. Надморска висина насеља је приближно 710 метара.
Клима у насељу, и поред знатне надморске висине, није планинска, већ је пре блажа, жупна клима.

## Историја
Рајчица је одувек била насељена је Словенима православне вероисповести. У овом селу се налази женски манастир Светог Ђорђа и црква Свете Варваре која је подигнута 1597. године. 
Цркви у месту поклонио је звоно краљ Александар Карађорђевић, а наруџбину извела ливница звона Предрага Јовановића из Новог Сада.
Рајчица је пре Другог светског рата била седиште Рајчичке Парохије.

## Становништво
По попису становништва из 2002. године Рајчица је имала 131 становника.
Претежно становништво у насељу су Албанци (55%), а у мањински су етнички Македонци-Торбеши (33%). До прве половине 20. века село је било искључиво насељено Словенима православне вероисповести. 
Већинска вероисповест у насељу је ислам, а мањинска православље.